# Flora Duffy
Pour les articles homonymes, voir Duffy.
Flora Jane Duffy, née le 30 septembre 1987 à Paget aux Bermudes, est une triathlète professionnelle, double championne du monde de cross triathlon (2015, 2016), sextuple championne du monde de Xterra Triathlon (2014, 2015, 2016, 2017, 2019 et 2021) et quadruple championne du monde de triathlon courte distance en 2016, 2017, 2021 et 2022. Elle devient championne olympique en 2021 et la première triathlète à faire le doublé JO-Championnat du monde la même année. Elle remporte la première médaille d'or aux Jeux olympiques de toute l'histoire des Bermudes.

## Biographie

### Jeunesse
Flora Duffy étudie à la Warwick Academy, au  Kelly College et l'Université du Colorado à Boulder, où elle obtient une maîtrise en sociologie.

### Carrière en triathlon
Elle participe aux Jeux olympiques d'été de 2008 à Beijing et aux Jeux olympiques d'été de 2012 à Londres où elle représente son pays natal.
Médaillée d'argent aux championnats du monde de triathlon cross en 2014, Flora Duffy remporte le titre 2015 devant la Chilienne Barbara Riveros Diaz et la Hongroise Brigitta Poór. Elle prend la tête de la course dès la sortie de la natation pour entamer la partie VTT avec une minute trente d'avance sur ses poursuivantes. Elle accroît l'écart à deux minutes au départ de la course à pied et conserve cette avance jusqu'à la victoire. La tenante du titre l'Allemande Kathrin Müller cède son titre et termine à 13 minutes de la Bermudienne.

#### 2015: championne du monde de cross triathlon
En 2015, elle remet en jeu son titre de championne du monde de Xterra Triathlon, mais ne laisse que peu de chances à ses adversaires de remporter la couronne mondiale. Faisant état d'une grande forme, la championne du monde de cross triathlon (ITU) en 2015, vainqueur d'étape et 7e du classement général des Séries mondiales de triathlon (WTS), remporte son second titre consécutif. Auteure d'une partie natation où elle nage avec le peloton de tête constitué d'hommes, elle sort en première position de l'eau, suivie par un groupe de cinq triathlètes féminines comprenant notamment en 5e position, la championne du monde 2011 - 2012, l’Écossaise Lesley Paterson. Cette dernière remonte à la seconde position sur la partie VTT et réduit son écart à deux minutes. Sur la partie trail de la compétition dont le parcours est très technique, Flora Duffy ne permet pas à ses adversaires de combler l’écart de 2 minutes qu'elle détient à la deuxième transition. Par une fin de course au rythme soutenu, elle agrandit son avance et remporte son second titre mondial sur XTerra en 2 h 54 min 18 s. Lesley Paterson finit seconde avec 5 minutes de retard, l'Américaine Emma Garrard prend la troisième place du podium,.

#### 2016: trois titres de championne du monde
En 2016 Flora Duffy prive la championne olympique et championne en titre l'Américaine Gwen Jorgensen d'un doublé historique et entre dans l'histoire sportive de l'archipel américain en devenant à 28 ans, championne du monde de triathlon courte distance. La future championne dispose au départ d'une courte avance de 166 points au classement général sur la championne en titre qui l'oblige à une seconde place au minimum pour vaincre sa rivale. Les deux compétitrices sortent de l'eau avec peu d'écart et en compagnie de quelques autres triathlètes. Flora Duffy prend quelques secondes d'avance au départ de la partie vélo en compagnie des Britanniques Jessica Lermonth et Lucy Hall notamment. Courte avance qu'une collaboration fructueuse va faire grandir au fil des kilomètres. Un groupe de chasse de 17 poursuivantes comprenant la championne olympique se met en œuvre pour réduire les écarts, mais les compétences et la puissance de Flora Duffy sur cette partie cycliste portent l'avance du trio de tête à plus d'une minute à l'arrivée de la seconde transition. Malgré cet écart, Gwen Jorgensen dont les qualités en course à pied lui ont permis de remonter des retards de plus de 90 secondes par le passé se lance à la poursuite de Flora Duffy, mais celle-ci dans un tempo soutenu ne concède rien et réussit dans une course parfaite qu'elle maitrise du début à la fin, à passer la ligne en vainqueur, drapée dans son emblème national. Elle remporte sa seconde victoire sur le circuit 2016 et son premier titre de championne du monde de triathlon.
En octobre de cette même année, elle défend son titre de championne du monde de sur Xterra Triathlon  qu'elle détient depuis 2014. Elle domine l'épreuve du début à la fin. Sortie de l'eau en première position, suivie de prés par la Française Michelle Flipo, elle crée rapidement des écarts importants sur un circuit de VTT dont elle maîtrise parfaitement les difficultés accentuées par la boue omniprésente et se présente à la seconde transition avec plus de huit minutes d'avance sur ses premières poursuivantes. Sans difficulté, elle remporte sa troisième couronne mondiale consécutive sur ce circuit international. Elle réalise une première mondiale en remportant la même année les titres en triathlon classique et en cross triathlon,.

#### 2017: nouveaux titres mondial
Sans sa concurrente direct en 2017, l'américaine Gwen Jorgensen absente pour grossesse, Flora Duffy réussit l'exploit de remporter six étapes des séries mondiales de triathlon, seulement battue à Montréal par celle qui devient vice-championne à l'issue de l'ultime étape de Rotterdam, l'Australienne Ashleigh Gentle. La Bermudienne confirme ainsi sa belle prestation de 2016, qui l'a couronnée pour la première fois en remportant un deuxième titre de championne du monde de triathlon courte distance avec 5200 points.
La Bermudienne, multiple championne du monde d'Xterra Triathlon entre dans l'histoire de l'épreuve en remportant sa 4e victoire de la finale de ce championnat du monde de cross triathlon. Elle rejoint en nombre de victoires son homologue masculin, le Sud-Africain Conrad Stoltz. Elle ne laisse aucune chance à ses concurrentes, qu'elle surclasse complètement et affiche plus de six minutes d'avance à mi-parcours de l'étape vélo, elle remporte l'épreuve avec huit minutes d'avance sur la Chilienne Bárbara Riveros Díaz qui prend la seconde place,.

#### 2018 - 2019: blessure et forfait
En 2018, après une victoire lors des étapes des WTS aux Bermudes et au Japon, elle annonce après l'issue de celle de Hambourg, qu'elle renonce à la défense de son titre. Sa blessure de début de saison ayant connu une aggravation et ne pouvant plus prétendre au plus haut niveau, elle fait le choix d'une mise en repos pour préparer les Jeux olympiques de Tokyo. Elle annonce en avril 2019, au travers d'un courrier sur les réseaux sociaux, qu'elle ne participe pas aux séries mondiales 2019, estimant n'être pas encore rétablit à 100% pour reprendre la compétition et en espérant l'être parfaitement pour la course olympique.
Le 15 août 2019, elle termine 1re de la course de qualification olympique dans le Odaiba Marine Park après la disqualification des Britanniques Georgia Taylor-Brown et Jessica Learmonth pour avoir franchi la ligne d'arrivée main dans la main, ce qui est interdit par la Fédération internationale de triathlon. Cette victoire lui offre de nouveaux points se qualifier pour les Jeux olympiques d'été de 2020.

#### 2020: longue distance
En 2020, elle prend part pour la première fois à une compétition longue distance en prenant le départ de l'Ironman 70.3 d'Afrique du Sud. Elle remporte la victoire à l'issue d'une course difficile, après avoir dominé la partie natation, elle cède complètement son avance sur la partie vélo à la Britannique Emma Pallant qui s'empare alors de la première place. Sur la partie course à pied, elle entame une lente remontée sur la britannique qu'elle parvient à rejoindre à cinq kilomètres de l'arrivée. Emma Pallant ne peut soutenir le rythme de la Bermudienne qui remporte sa première victoire pour sa première participation sur le circuit longue distance Ironman.

#### 2021: Jeux olympiques et titres mondiaux
Le 27 juillet 2021, elle remporte le titre olympique en triathlon à Tokyo, premier titre olympique de l'histoire des Bermudes, devançant Georgia Taylor-Brown et Katie Zaferes. Elle remporte également le titre de championne du monde de triathlon pour la troisième fois de sa carrière et inscrit pour la première fois de l'histoire une triathlète doublement titrée, championne du monde et championne olympique la même année. Elle complète son palmarès exceptionnel en remportant pour la sixième fois le championnat du monde de Xterra Triathlon.

## Palmarès
Le tableau présente les résultats les plus significatifs (podium) obtenus sur le circuit international de triathlon depuis 2012,.
| Année | Compétition                                | Pays                | Position           | Temps           |
| ----- | ------------------------------------------ | ------------------- | ------------------ | --------------- |
| 2024  | Étape du T100 de Las Vegas                 | États-Unis          | Médaille de bronze | 3 h 44 min 3 s  |
| 2022  | Championnats du monde - Classement général |                     | Médaille d'or      | 5105 points     |
| 2022  | WTS Abou Dabi                              | Émirats arabes unis | Médaille d'or      | 1 h 53 min 24 s |
| 2022  | WTS Bermudes                               | Bermudes            | Médaille d'or      | 2 h 1 min 26 s  |
| 2022  | WTS Hambourg                               | Allemagne           | Médaille d'or      | 0 h 58 min 37 s |
| 2021  | Jeux olympiques de Tokyo                   | Japon               | Médaille d'or      | 1 h 55 min 36 s |
| 2021  | Championnats du monde - Classement général |                     | Médaille d'or      | 3861 points     |
| 2021  | WTS Montréal                               | Canada              | Médaille d'or      | 23 min 7 s      |
| 2021  | WTS Abou Dabi                              | Émirats arabes unis | Médaille d'or      | 55 min 41 s     |
| 2020  | Ironman 70.3 Afrique du Sud                | Afrique du Sud      | Médaille d'or      | 4 h 34 min 5 s  |
| 2020  | Coupe du monde - étape sprint d'Arzachena  | Italie              | Médaille d'or      | 1 h 0 min 54 s  |
| 2020  | Coupe du monde - étape de Karlovy Vary     | Tchéquie            | Médaille d'or      | 2 h 5 min 17 s  |
| 2019  | Test Event Tokyo                           | Japon               | Médaille d'or      | 1 h 40 min 19 s |
| 2018  | WTS Yokohama                               | Japon               | Médaille d'or      | 1 h 53 min 26 s |
| 2018  | WTS Bermudes                               | Bermudes            | Médaille d'or      | 2 h 0 min 9 s   |
| 2018  | Jeux du Commonwealth - Gold Coast          | Australie           | Médaille d'or      | 56 min 50 s     |
| 2017  | Championnats du monde - Classement général |                     | Médaille d'or      | 5200 points     |
| 2017  | WTS Rotterdam (finale)                     | Pays-Bas            | Médaille d'or      | 1 h 58 min 39 s |
| 2017  | WTS Stockholm                              | Suède               | Médaille d'or      | 2 h 0 min 9 s   |
| 2017  | WTS Hambourg                               | Allemagne           | Médaille d'or      | 0 h 59 min 0 s  |
| 2017  | WTS Edmonton                               | Canada              | Médaille d'or      | 1 h 0 min 22 s  |
| 2017  | WTS Yokohama                               | Japon               | Médaille d'or      | 1 h 56 min 18 s |
| 2017  | WTS Leeds                                  | Royaume-Uni         | Médaille d'or      | 1 h 57 min 2 s  |
| 2016  | Championnats du monde - Classement général |                     | Médaille d'or      | 4691 points     |
| 2016  | WTS Cozumel (finale)                       | Mexique             | Médaille d'or      | 1 h 57 min 59 s |
| 2016  | WTS Stockholm                              | Suède               | Médaille d'or      | 2 h 3 min 38 s  |
| 2016  | Coupe du monde - étape de Montréal         | Canada              | Médaille d'or      | 1 h 3 min 0 s   |
| 2012  | Coupe du monde - étape de Huatulco         | Mexique             | Médaille d'or      | 2 h 13 min 17 s |

| Année | Compétition                             | Pays           | Position           | Temps           |
| ----- | --------------------------------------- | -------------- | ------------------ | --------------- |
| 2021  | Championnat du monde Xterra - Maui      | États-Unis     | Médaille d'or      | 2 h 39 min 33 s |
| 2019  | Championnat du monde Xterra - Maui      | États-Unis     | Médaille d'or      | 2 h 49 min 24 s |
| 2017  | Championnat du monde Xterra - Maui      | États-Unis     | Médaille d'or      | 2 h 47 min 48 s |
| 2017  | Xterra Afrique du Sud                   | Afrique du Sud | Médaille d'or      | 2 h 39 min 0 s  |
| 2016  | Championnat du monde de triathlon cross | Australie      | Médaille d'or      | 2 h 54 min 11 s |
| 2016  | Championnat du monde Xterra - Maui      | États-Unis     | Médaille d'or      | 3 h 15 min 0 s  |
| 2016  | Xterra Afrique du Sud                   | Afrique du Sud | Médaille d'or      | 2 h 39 min 8 s  |
| 2015  | Championnat du monde Xterra - Maui      | États-Unis     | Médaille d'or      | 2 h 54 min 18 s |
| 2015  | Championnat du monde de triathlon cross | Italie         | Médaille d'or      | 2 h 25 min 56 s |
| 2015  | Xterra Afrique du Sud                   | Afrique du Sud | Médaille d'or      | 2 h 45 min 27 s |
| 2015  | Xterra Philippines                      | Philippines    | Médaille d'or      | 2 h 43 min 40 s |
| 2015  | Xterra Beaver Creek                     | États-Unis     | Médaille d'or      | 2 h 22 min 41 s |
| 2014  | Championnat du monde de triathlon cross | Allemagne      | Médaille d'argent  | 3 h 0 min 53 s  |
| 2014  | Championnat du monde Xterra - Maui      | États-Unis     | Médaille d'or      | 2 h 48 min 0 s  |
| 2014  | Xterra Afrique du Sud                   | Afrique du Sud | Médaille d'or      | 2 h 57 min 7 s  |
| 2013  | Championnat du monde Xterra - Maui      | États-Unis     | Médaille de bronze | 3 h 0 min 19 s  |

| Année | Nombres | Étapes                                                             |
| ----- | ------- | ------------------------------------------------------------------ |
| 2021  | 3       | Hambourg, Bermudes, Abou Dabi                                      |
| 2021  | 2       | Montréal, Abou Dabi                                                |
| 2018  | 2       | Bermudes, Yokohama                                                 |
| 2017  | 6       | Leeds, Yokohama, Edmonton, Hambourg, Stockholm, Rotterdam (finale) |
| 2016  | 2       | Cozumel (finale), Stockholm                                        |
| Total | 15      |                                                                    |